# Сопот (Костурско)
Вижте пояснителната страница за други значения на Сопот.
Сопот (на гръцки: Σιόποτι) е бивше село в Егейска Македония, Гърция, на територията на дем Костур, област Западна Македония.

## География
Селото е било разположено по пътя Хрупища (Аргос Орестико) - Желин (Хилиодендро). По-късно там остава запазена само църква с гробища. На американска топографска карта местността е обозначена като Сьопоти (Siopoti).

## История
Според Димитър Палчев селото е изгорено при опит за потурчване и от него, както и от Яновени (Янохори) има преселници в подбалканския град Сопот. От Сопот, според Борис Вазов е Кирко Айвазот Арнаудов, родоначалник на рода Вазови, който се преселва в подбалканския Сопот в края на XVIII век по време на размириците при управлението на Али паша Янински.